# Tri Nations 2011
Il Tri Nations 2011 (in inglese 2011 Tri Nations Series) fu la 16ª edizione del torneo annuale di rugby a 15 tra le squadre nazionali di Australia, Nuova Zelanda e Sudafrica.
Esso fu anche l'ultimo torneo tenutasi tra tre squadre – fatta salva l'estemporanea edizione 2020 – perché SANZAR ne aveva deciso, dal 2012, l'allargamento all'Argentina con conseguente cambio di nome in Rugby Championship.
Si tenne dal 23 luglio al 27 agosto 2011 e fu vinto per la terza volta dall'Australia.
A seguito di accordi commerciali di sponsorizzazione, in Australia il torneo fu noto come 2011 Castrol Edge Tri Nations dal nome dell'olio motore Edge di proprietà della britannica Castrol; in Nuova Zelanda come 2011 Investec Tri Nations dal gruppo bancario anglo-sudafricano Investec e, in Sudafrica, come 2011 Castle Tri Nations dal marchio di birra Castle Lager di South African Breweries.
Per motivi contingenti (la partecipazione di tutte e tre le squadre alla Coppa del Mondo 2011 in Nuova Zelanda), per la seconda volta si soprassedette alla formula a 9 incontri onde permettere alle partecipanti la miglior preparazione alla competizione mondiale; il calendario fu quindi ridotto a sei incontri, tre per squadra, da tenersi tra luglio e agosto 2011.
A dare la vittoria finale agli australiani fu la partita dell'ultima giornata contro la Nuova Zelanda, conclusa in maniera spettacolare dopo che gli Wallabies si erano portati fino al 20-3 per subire il ritorno degli All Blacks a metà secondo tempo, che avevano livellato il punteggio sul 20-20; una meta di Kurtley Beale diede all'Australia il 25-20 con cui la squadra vinse incontro e torneo, il primo dal 2001.
Il valore delle marcature, come stabilito dall’IRFB nel 1992, era: 5 punti per ciascuna meta (7 se trasformata), 3 punti per la realizzazione di ciascun calcio piazzato, idem per il drop.

## Nazionali partecipanti e sedi
| Squadra       | Città                 | Impianto interno                       |
| ------------- | --------------------- | -------------------------------------- |
| Australia     | Brisbane Sydney       | Lang Park Stadium Australia            |
| Nuova Zelanda | Auckland Wellington   | Eden Park Regional Stadium             |
| Sudafrica     | Durban Port Elizabeth | Kings Park Stadium Mandela Bay Stadium |

## Risultati
| Arbitro: | Chris Pollock |

|                                                                       |      |                           |
| Alexander 7’ D. Ioane 10’ O’Connor 43’ S. Moore 46’ Ashley-Cooper 54’ | mt   | 58’ Ralepelle 75’ J. Smit |
| O’Connor 7’, 43’, 46’, 54’                                            | tr   | 58’, 75’ Lambie           |
| O’Connor 35’, 50’                                                     | c.p. | 29’, 40’ M. Steyn         |

| Arbitro: | Alain Rolland |

|                                                         |      |              |
| Crockett 12’ Guildford 14’, 64’ Jane 32’, 46’ Slade 70’ | mt   | 29’ J. Smit  |
| Carter 46’, 70’                                         | tr   | 29’ M. Steyn |
| Carter 2’, 49’                                          | c.p. |              |

| Arbitro: | Craig Joubert |

|                                  |      |                        |
| Nonu 8’ Mealamu 26’ Sivivatu 54’ | mt   | 51’ D. Ioane 75’ Elsom |
| Carter 8’, 26’, 54’              | tr   | 51’, 75’ Cooper        |
| Carter 5’, 68’                   | c.p. |                        |
| Carter 46’                       | drop |                        |

| Arbitro: | Bryce Lawrence |

|                            |      |                        |
|                            | mt   | 47’ McCabe             |
| F. Steyn 2’ James 15’, 57’ | c.p. | 43’, 65’, 73’ O’Connor |

| Arbitro: | George Clancy |

|                                |      |           |
|                                | mt   | 35’ Kahui |
| M. Steyn 7’, 9’, 17’, 26’, 59’ | c.p. |           |
| M. Steyn 32’                   | drop |           |

| Arbitro: | Wayne Barnes |

|                              |      |                       |
| Genia 13’ Samo 33’ Beale 60’ | mt   | 52’ C. Smith 58’ Nonu |
| Cooper 13’, 33’              | tr   | 52’, 58’ Carter       |
| Cooper 3’, 32’               | c.p. | 23’, 46’ Carter       |

## Classifica
| Pos | Squadra       | G | V | N | P | PF | PS | DP  | BMP | Pt |
| --- | ------------- | - | - | - | - | -- | -- | --- | --- | -- |
| 1   | Australia     | 4 | 3 | 0 | 1 | 92 | 79 | +13 | 1   | 13 |
| 2   | Nuova Zelanda | 4 | 2 | 0 | 2 | 95 | 64 | +31 | 2   | 10 |
| 3   | Sudafrica     | 4 | 1 | 0 | 3 | 54 | 98 | −44 | 1   | 5  |